# Andrew Roberts
Andrew Roberts, baron Roberts de Belgravia (né le 13 janvier 1963) est un historien et journaliste britannique originaire de Londres.

## Jeunesse et éducation
Roberts est né à Hammersmith, dans l'ouest de Londres, fils de Kathleen Hillery-Collings et du chef d'entreprise Simon Roberts qui hérite de l'entreprise de lait Job's Dairy et est également propriétaire du contingent britannique des restaurants Kentucky Fried Chicken. Lecteur prolifique dans son enfance, il se passionne très vite pour l'histoire, en particulier pour les œuvres dramatiques relatives aux « batailles, guerres, assassinats et mort ».
Roberts fréquente l'école Cranleigh dans le Surrey. Il étudie au Gonville and Caius College, à Cambridge, et préside ensuite la Cambridge University Conservative Association. Il obtient un baccalauréat spécialisé en histoire moderne. Roberts commence sa carrière dans la finance d'entreprise en tant que banquier d'investissement et directeur de société privée au sein de la banque d'affaires londonienne Robert Fleming &amp; Co., où il travaille de 1985 à 1988. Il publie son premier livre historique en 1991.

## Carrière
Il est professeur invité au Département d'études sur la guerre du King's College de Londres, chercheur invité Roger et Martha Mertz à la Hoover Institution de l'université Stanford et conférencier émérite du Lehrman Institute à la New-York Historical Society. Il est administrateur de la National Portrait Gallery de Londres de 2013 à 2021,.
Ses recherches historiques se concentrent principalement sur les nations anglophones, en particulier celles étroitement liées socialement au Royaume-Uni comme les États-Unis. Roberts en tant qu'auteur est connu internationalement pour son ouvrage de 2009 The Storm of War qui couvre des facteurs historiques de la Seconde Guerre mondiale tels que la montée au pouvoir d'Adolf Hitler et l'organisation du régime nazi. Le livre est salué par plusieurs publications, notamment The Economist et il reçoit également le British Army Military Book of the Year Award pour 2010. Il remporte un succès commercial, atteignant la deuxième place de la liste des best-sellers du Sunday Times. 
Une grande partie des travaux ultérieurs de Roberts, notamment sa biographie de Winston Churchill en 2018, sont également largement salués mais parfois critiqués. En 2006, The Economist décrit un livre comme « un pamphlet politique géant lardé des préjugés de son auteur, avec des ricanements envers ceux qui ne les partagent pas » tout en le critiquant pour avoir écrit « avec des erreurs ».
Roberts est membre du jury du Prix de biographie historique Elizabeth Longford. Il préside le Comité consultatif du Parti conservateur sur l'enseignement de l'histoire dans les écoles en 2005 et est membre de la Royal Society of Literature. Il est également élu membre de l'Institut napoléonien et membre honoraire de l'International Churchill Society. Il est administrateur du Margaret Thatcher Archive Trust et de la Roberts Foundation. Au cours de l'automne 2013, Roberts est le premier professeur invité d'histoire de la famille Merrill à l'université Cornell. Il dispense un cours intitulé « Les grands dirigeants européens des XIXe et XXe siècles et leur influence sur l'histoire ».

## Vie privée
Roberts est divorcé de sa première femme, Camilla Henderson, avec qui il a deux enfants,. Roberts est marié à la femme d'affaires Susan Gilchrist, PDG de la société de communication d'entreprise Brunswick Group LLP et présidente du Southbank Centre, et ils vivent à Londres.
Roberts travaille avec des groupes de réflexion tels que le Centre for Policy Studies et le Centre for Social Cohesion. Il entretient des amitiés personnelles avec plusieurs personnalités politiques et sociales britanniques telles que David Cameron, Michael Gove et Oliver Letwin.
Le 14 octobre 2022, dans le cadre des honneurs politiques de Boris Johnson en 2022, Roberts est nommé pair à vie et le 1er novembre 2022, il est créé baron Roberts de Belgravia.

## Ouvrages
- The Holy Fox: A Biography of Lord Halifax, London : Weidenfeld and Nicolson, 1991  (ISBN 0-297-81133-9).
- Eminent Churchillians, London : Weidenfeld & Nicolson, 1994  (ISBN 0-297-81247-5); Simon & Schuster, 1994,  (ISBN 978-0-671-76940-6)
- The Aachen Memorandum, London : Weidenfeld & Nicolson, 1995  (ISBN 0-297-81619-5).
- Salisbury: Victorian Titan, Weidenfeld & Nicolson, 1999,  (ISBN 978-0-297-81713-0)
- The House of Windsor, Berkeley, Calif. : University of California Press, 2000,  (ISBN 0-520-22803-0).
- Napoleon and Wellington : The Battle of Waterloo—And the Great Commanders Who Fought It, New York, Simon & Schuster, 2001 (ISBN 978-0-297-64607-5, lire en ligne)
- Hitler and Churchill: Secrets of Leadership, Weidenfeld & Nicolson, 2003,  (ISBN 978-0-297-84330-6)
  - Hitler et Churchill, Perrin, 2022.
- What Might Have Been, Weidenfeld & Nicolson, 2004,  (ISBN 978-0-297-84877-6)
- Waterloo: June 18, 1815: The Battle for Modern Europe, New York, HarperCollins, 2005 (ISBN 978-0-06-008866-8, lire en ligne)
- A History of the English Speaking Peoples since 1900, Weidenfeld & Nicolson, 2006,  (ISBN 978-0-297-85076-2)
- Masters and Commanders: How Roosevelt, Churchill, Marshall and Alanbrooke Won the War in the West (2008), Allen Lane,  (ISBN 978-0-7139-9969-3) (UK edition); Masters and Commanders: How Four Titans Won the War in the West, 1941–1945 (2009), Harper,  (ISBN 978-0-06-122857-5) (US edition). online
- The Art of War: Great Commanders of the Ancient and Medieval World, Quercus, 2008,  (ISBN 978-1-84724-515-1)
- The Art of War: Great Commanders of the Modern World Since 1600, Quercus, 2009,  (ISBN 978-1-84724-516-8)
- The Storm of War: A New History of the Second World War online
- Love, Tommy: Letters Home, from the Great War to the Present Day, Osprey Publishing, 2012 (ISBN 978-1849087919)
- Napoleon: A Life, New York, Viking Press, 2014 (ISBN 9780670025329) UK edition: Napoleon the Great, London, Allen Lane. Penguin Books, 2014 (ISBN 9781846140273)
- Elegy: The First Day on the Somme (2015). Head of Zeus.  (ISBN 1784080012)
- Churchill: Walking with Destiny (2018)
- Leadership in War: Lessons from Those Who Made History, Allen Lane, 2019,  (ISBN 978-0241335994)
- George III: The Life and Reign of Britain's Most Misunderstood Monarch, Allen Lane, 2021,  (ISBN 978-0241413333) (U.S. edition: The Last King of America: The Misunderstood Reign of George III, Viking. 2021,  (ISBN 978-1984879264)). BBC Radio 4 Book of the Week, 4–8 October 2021, read by Ben Miller[17].
- The Chief: The Life of Lord Northcliffe Britain's Greatest Press Baron, Simon and Schuster, 2022,  (ISBN 978-1398508705)